# Galina Inzjuvatova
Galina Inzjuvatova, född den 28 februari 1952, är en sovjetisk landhockeyspelare.
Hon tog OS-brons i damernas landhockeyturnering i samband med de olympiska landhockeytävlingarna 1980 i Moskva.